# Zajączki Drugie
Zajączki Drugie – wieś w Polsce położona w województwie śląskim, w powiecie kłobuckim, w gminie Krzepice.
W latach 1975–1998 miejscowość administracyjnie należała do województwa częstochowskiego.
Miejscowość położona jest w dolinie rzeki Liswarta. Przed zmianą administracyjną wieś składała się z jednej ulicy, w chwili obecnej w Zajączkach Drugich jest kilka ulic. We wsi znajduje się szkoła podstawowa, kaplica kościoła parafialnego, oraz remiza strażacka - OSP.
Zajączki Drugie i Zajączki Pierwsze są często mylone, gdyż leżą blisko siebie.